# ギアナ地方

ギアナ地方

ギアナ・ガイアナ・グアヤナ (英・葡:Guiana、蘭:Guyana、仏:Guyane、西:Guayana)は、南アメリカ大陸北東部の大西洋に面した地方である。
北東で大西洋に面し、北西はオリノコ川で画され、南は赤道またはアマゾン川とその支流ネグロ川で画される。面積178万7000平方キロメートル。

## 一覧
この地方には以下の国々が含まれる。なお、狭義としては北東部の「ガイアナ・スリナム・仏領ギアナ」のギアナ三国をさす。
- ガイアナ
- スリナム
- フランス領ギアナ
- ベネズエラ アマソナス州・ボリーバル州・デルタアマクロ州
- ブラジル アマパー州

## 地形
北部の海岸地方、中央部の丘陵地帯、南部のギアナ高地よりなる。
ギアナ高地は、先カンブリア時代の岩層からなる標高平均1000メートルの盾状地である。しかし、標高2810メートルのロライマ山がある。高地から幾つもの高い滝が流れ出し、ポタロ川にかかるカイエトゥール滝は世界最大級である。また、この高地からいくつもの大河が大西洋に注いでいるが、そのなかでエセキボ川が最長で、全長1000キロメートルある。気候は、海岸地方が湿潤な熱帯雨林で、内陸はサバンナである。

## 文化
南米大陸の大部分はスペインあるいはポルトガルの植民地から独立した地域であり、現在でも公用語としてスペイン語あるいはポルトガル語（ブラジルのみ）が使われており、文化的にも少なからぬ共通点があるが、そのような南米にあってこの地方だけはスペインやポルトガルの文化的影響が希薄であるため、別枠で扱われることが多い。

## 歴史
ギアナ地方は17世紀からの長い植民地争いが行われた。ポルトガルが後のフランス領ギアナ一帯を確保していた時期もあったが、1801年のオレンジ戦争の結果、フランスに割譲を強いられた。1814年のパリ条約でフランス、イギリス、オランダの三国によって分割統治される事となった。その後、イギリス領ギアナは1966年に英連邦王国ガイアナとして独立し、1970年2月共和制に移行した。オランダ領ギアナは1975年にスリナム共和国として独立した。フランス領ギアナは南アメリカ大陸中唯一の非独立地域で、1946年に海外県へと行政上の区分が変更された。